# Ituna phenaretidia
Ituna phenaretidia är en fjärilsart som beskrevs av Felix Bryk 1953. Ituna phenaretidia ingår i släktet Ituna och familjen praktfjärilar. Inga underarter finns listade i Catalogue of Life.